# Dorado
Dorado – miasto w północnej części Portoryko, w aglomeracji San Juan. Jest siedzibą gminy Dorado. Zostało założone w 1842. Według danych szacunkowych na rok 2000 liczy 34 995 mieszkańców. Burmistrzem miasta jest Hon. Carlos A. López Rivera.